# Langenfeld (Mittelfranken)
|  | For andre betydninger, se Langenfeld |
Langenfeld er en kommune i den mittelfrankiske Landkreis Neustadt an der Aisch-Bad Windsheim i den tyske delstat Bayern. Den er en del af Verwaltungsgemeinschaft Scheinfeld.

## Geografi
Kommunen ligger ved de sydlige udsøbere af Steigerwald. Nabokommuner er (med uret, fra nord): Baudenbach, Neustadt an der Aisch, Sugenheim og Scheinfeld.

### Inddeling
Ud over Langenfeld, ligger i kommunen landsbyerne:
- Hohenholz
- Lamprechtsmühle